# The Cairnwell
The Cairnwell är ett berg i Storbritannien.   Det ligger i kommunen Perth and Kinross och riksdelen Skottland, i den norra delen av landet, 600 km norr om huvudstaden London. Toppen på The Cairnwell är 933 meter över havet, eller 125 meter över den omgivande terrängen. Bredden vid basen är 1,7 km.
Terrängen runt The Cairnwell är huvudsakligen kuperad. The Cairnwell ligger uppe på en höjd som går i öst-västlig riktning.Runt The Cairnwell är det glesbefolkat, med 13 invånare per kvadratkilometer. Närmaste större samhälle är Braemar, 14,2 km norr om The Cairnwell. Trakten runt The Cairnwell består i huvudsak av gräsmarker.